# Kaple svatého Vendelína (Osek nad Bečvou)
Kaple svatého Vendelína u Oseka nad Bečvou je nevelká soukromá kaple postavená v moderním slohu v roce 2017. Kaple se nachází při polní cestě severovýchodně od obce Osek nad Bečvou v okrese Přerov v Olomouckém kraji.

## Historie
Výstavbu kapličky inicioval docent Ladislav Koutný (*1946), realizovala ji stavební firma Pelčák a partner architekti.

## Popis
Orientovaná kaple je vystavěna z litého betonu na obdélníkovém půdorysu. Východní stěně dominuje rozetové okno vyplněné čirým a fialovým sklářským odpadem (harklosem). Na západní straně je umístěna zvonička se zvonem zasvěceným sv. Ludmile, zakončená křížem. Fasáda je (kromě západní stěny se vstupními dveřmi) členěna svislými žlábky. V interiéru se nachází socha sv. Vendelína od Jiřího Středy; freskovou výmalbu provedla Hana Puchová. Před kostelem se nachází betonová lavička.